# Slim Jim Phantom

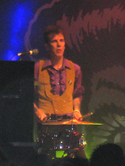
Slim Jim Phantom

James McDonnell, baterista estadounidense nacido el 21 de marzo de 1961. McDonnell tomó el nombre artístico de Slim Jim Phantom en 1979 al formar en Nueva York el famoso trío de música rockabilly llamado Stray Cats junto a Lee Rocker en contrabajo y Brian Setzer en guitarra y voz. Slim Jim Phantom se distingue de otros bateristas por tocar parado con una batería de dos cuerpos compuestos por bombo y redoblante.
Luego de la primera separación de Stray Cats en 1983, formó junto a Lee Rocker y Earl Slick (guitarrista de David Bowie, John Lennon e Ian Hunter) el trío Phantom, Rocker & Slick. En 1986 Stray Cats se reúne y seguirán juntos brindando shows e vivo y editando varios discos hasta 1993, cuando finalmente se disuelven.
Slim Jim Phantom ha tocado en varias bandas tales como Col. Parker junto a Gilby Clarke de Guns N' Roses y Tracii Guns de LA Guns, luego en Lemmy, Slim Jim & Danny B junto a Lemmy Kilmister de Motörhead y, posteriormente en Dead Men Walking, acompañado de Billy Duffy de The Cult y Glenn Mattlock de The Sex Pistols. 
Ha participado en algunas películas y numerosos conciertos junto a músicos de reconocida trayectoria, muchos de los cuales fueron sus ídolos, Jerry Lee Lewis, George Harrison, Scotty Moore y Carl Perkins entre otros. También ha participado en las diversas reuniones de Stray Cats y Dead Men Walking.
Actualmente trabaja en un proyecto solista llamado Slim Jim´s Phantom Trio junto a Jonny Bowler de Guana Batz y Darrel Higham, con el cual ha hecho numerosas presentaciones en vivo.